# Ateliers de Constructions Mécaniques Ch. Wilford et Fils
Ateliers de Constructions Mécaniques Ch. Wilford et Fils war ein belgischer Hersteller von Automobilen aus Temse.

## Unternehmensgeschichte
Charles Wilford gründete 1896 das Unternehmen und begann 1897 mit dem Bau von Autos. 1901 endete die Produktion zunächst. 1919 begann der Import von Fahrzeugen von Willys-Overland und 1936 die Montage dieser Fahrzeuge.

## Fahrzeuge
Das erste Modell war vom deutschen Benz inspiriert. Es hatte einen Einzylindermotor im Heck und die Karosserieform Vis-à-vis. 1899 folgte das Modell 6 CV mit Zweizylinder-Frontmotor als Dos-à-dos. 1900 folgten die Modelle Dog-cart, dessen Zweizylindermotor 7 PS leistete, und eine kleine dreisitzige Voiturette, deren Motor nur 3 PS leistete.
1956 produzierte Wilford den Trippel 750 in Lizenz.